# Шерон Тейт
Ше́рон Марі́ Тейт-Пола́нскі (англ. Sharon Marie Tate Polanski; 24 січня 1943, Даллас, Техас, США — 9 серпня 1969, Лос-Анджелес, Каліфорнія, США) — американська акторка та модель. 1968 року номінована на премію «Золотий глобус» за роль Дженніфер Норт у фільмі «Долина  ляльок» (1967). На дев'ятому місяці вагітності була вбита членами бандитської «сім'ї» Чарлза Менсона.

## Життєпис
Шерон Тейт була найстаршою донькою офіцера Армії США, полковника Пола Джейса Тейта та його дружини Доріс Гвендолін Тейт. Батьки Шерон часто переїжджали. Її батька кілька разів підвищували у званні та переводили з однієї частини до іншої. До 1959 року його сім'я змінила 6 місць проживання. Через це Шерон важко було зблизитися з іншими людьми. Рідня вважала Шерон сором'язливою. Згодом вона помітила, що більшість людей сприймали її сором'язливість за холодну відчуженість, поки не знайомились з нею ближче.
Взявши участь у кількох конкурсах краси, Шерон виграла титул «Міс Річланд» (1959). Після школи Тейт збиралась вивчати психіатрію в університеті. Також в її планах була участь у конкурсі «Міс Вашингтон» (1960). Однак вона не встигла зробити вибір, бо її батька перевели на службу до Італії. Після приїзду до Верони Шерон дізналася, що встигла стати місцевою знаменитістю завдяки публікації її фотографії в купальнику на обкладинці газети Stars and Stripes. 
Під час зйомок фільму «Пригоди молодого чоловіка» за участі Пола Ньюмана, Сьюзен Страсберг та Річарда Беймера, Шерон та її друзі регулярно приходили на знімальний майданчик. Беймер, одразу виділивши Шерон зі всіх статистів, декілька разів зустрічався з нею в перервах між зйомками. Він підтримував її прагнення стати акторкою. 

## Акторська діяльність
1961 року Тейт вперше з'явилась на телеекрані в музичній програмі за участі співака Пета Буна, що знімалася у Венеції. Того ж року Тейт знову взяла участь у масовці фільму «Варавва», що також був знятий у Вероні. Згодом актор Джек Пелас влаштував їй кінопроби в Римі, які виявились для Шерон невдалими. Залишивши сім'ю в Італії, вона вирішила повернутись до Америки, де зайнялась пошуками роботи у кіно. Мати Шерон, Доріс, переймаючись безпекою доньки, перенесла нервовий розлад, і Шерон змушена була повернутись до Італії.
У 1962 році сім'я Тейт знову повернулася в США. Переїхавши до Лос-Анджелесу, Шерон зв'язалася з агентом Річарда Беймера Гарольдом Гефскі. Він погодився вести її справи і влаштував Шерон на роботу в телевізійній та журнальній рекламі.
1963 року Тейт зустрічалася з французьким актором Філіпом Форке. Згодом вони оголосили про заручини. Однак, через напружені графіки зйомок, вони розійшлися і заручини були скасовані.
1964 року Тейт познайомилася з Джеєм Себрінгом — голлівудським перукарем-стилістом. В інтерв'ю вона розповідала, що Джей пропонував їй одружилися, але вона відмовилася. Тейт вважала, що шлюб змусив би її піти з кіно, а вона мала намір зосередитись лише на акторській кар'єрі.
1965 року Тейт отримала першу серйозну роль у фільмі «Око диявола». Разом з нею у фільмі знялися Девід Нівен, Дебора Керр, Девід Геммінс.
Для підготовки до зйомок Тейт поїхала до Лондона, де згодом зустріла Романа Поланскі. Поланскі запропонували стати режисером фільму «Бал вампірів». У Тейт був контракт із продюсерською компанією цього фільму, і їй запропонували взяти участь у кастингу. У «Балі вампірів» Поланскі також зіграв одну з головних ролей. Під час зйомок Поланскі і Тейт розпочали стосунки, і після завершення роботи над фільмом вона переїхала в його лондонську квартиру. Незважаючи на те, що Себрінг був спустошений стосунками Шерон із Поланскі, він зміг залишитись її близьким другом.
Тейт повернулася до Америки, щоб знятися в «Не жени хвилю» з Тоні Кертісом, залишивши Поланскі в Лондоні. У 1967 році Тейт підписала контракт на одну з головних ролей в екранізації книги Жаклін Сюзанн «Долина ляльок». Наприкінці 1967 року Тейт і Поланскі повернутись до Лондона. Вони одружились в Челсі 20 січня 1968 року. Пара повернулася до Лос-Анджелесу і швидко стала частиною соціальної групи, що включала в себе молодих успішних людей у кіноіндустрії. Коло друзів Поланскі складали люди, яких він знав з юності в Польщі — Войтек Фріковскі та його дівчина Ебіґейл Фолджер. Подружжя переїхало в будинок Патті Дьюк в Беверлі-Гіллз на початку червня 1968 року.
Улітку 1968 року Шерон Тейт почала зніматися в комедії «Команда руйнівників». Приблизно в той же час її номіновано на «Золотий глобус»«» за роль у фільмі «Долина ляльок».
Наприкінці 1968 року Тейт завагітніла. 15 лютого 1969 року вони з Поланскі переїхали на Сьєло-драйв, 10050, у Бенедикт-Каньйон. Раніше там проживали їхні друзі Кендіс Берген та Террі Мелчер.
23 березня 1969 року Шерон і Руді Альтобеллі (власник будинку) готувались до від'їзду в Європу. У другій половині дня в домі з'являється Чарльз Менсон, який шукає Террі Мелчера. Руді Альтобеллі та фотограф і друг Тейт Шарок Хатамі відправили його геть. 1970 року під час судового розгляду прокурор Вінсент Бугліозі скаже, що цей інцидент міг спровокувати події 9 серпня. Після завершення зйомок у картині «Один з тринадцяти» Тейт вирішила приєднатися до чоловіка, який тоді перебував у Лондоні. Пологи мали відбутися наприкінці серпня 1969 року. Роман і Шерон вирішили, що в разі народження хлопчика назвуть його Пол Річард — на честь обидвох дідусів.
Тейт повернулась до США 20 липня 1969 року і вирішила народжувати там. Роман залишився в Лондоні готуватись до зйомок фільму «День дельфіна». Він мав повернутись 17 серпня до пологів і попросив своїх друзів Фріковскі та Фолджер залишилися з Шерон до його приїзду.

## Смерть
У п'ятницю, 8 серпня, Поланскі подзвонив Тейт, щоб повідомити про відтермінування свого повернення на декілька днів. Він пообіцяв повернутися в Лос-Анджелес у понеділок. По обіді Шерон подзвонили її сестри — Дебра і Патті. Вони запропонували приїхати до неї переночувати, щоб Шерон не було нудно. Тейт відмовилася. Сама того не відаючи, вона врятувала їм життя. Увечері Шерон Тейт, Джей Себрінг, Войтек Фріковскі та Ебіґейл Фолджер відвідали ресторан «El Coyote», повернувшись на Сьєло-драйв о 22:30.

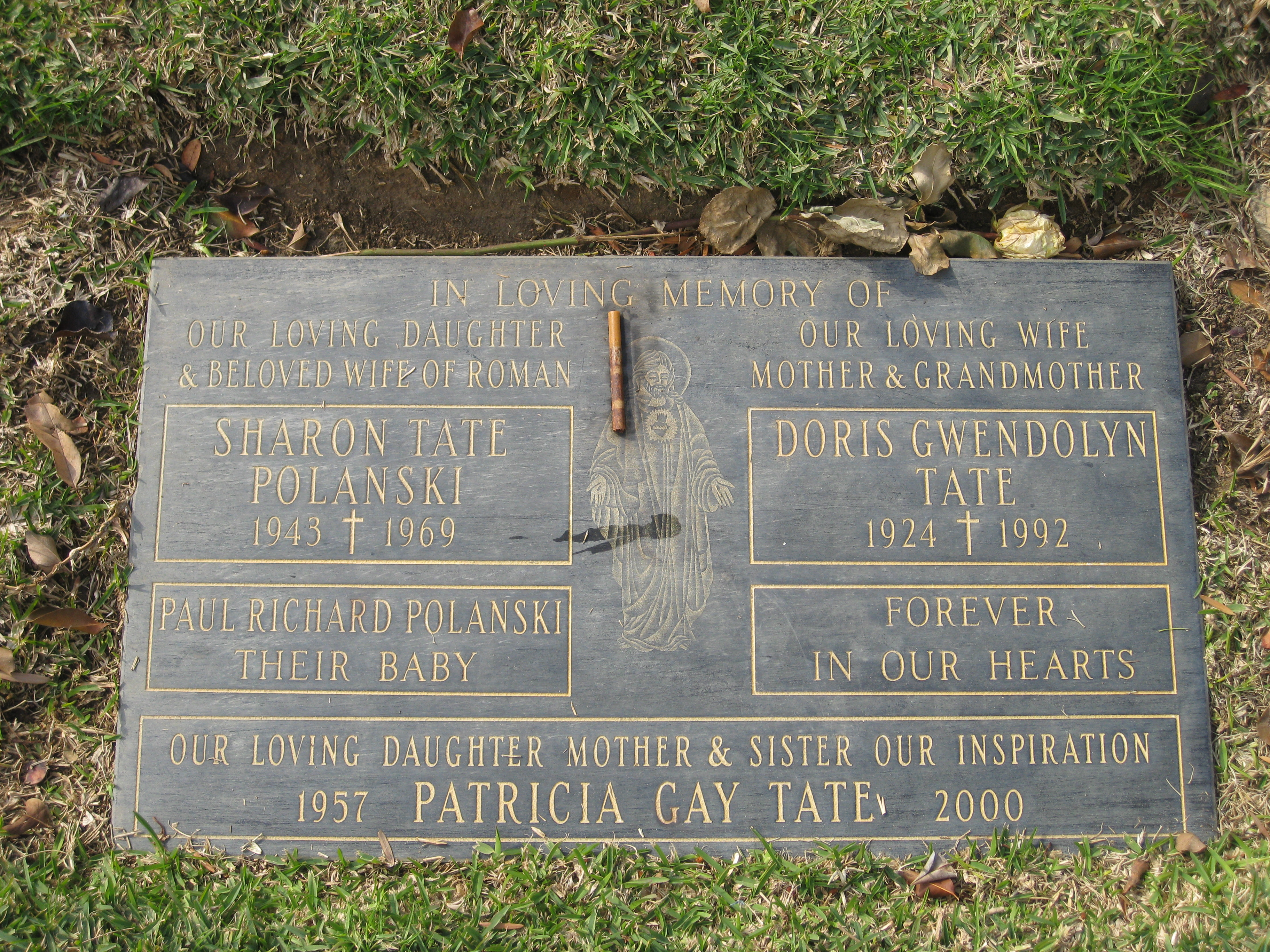
Могила Шерон Тейт на Цвинтарі Святого хреста, в Калвер-Сіті

Тієї ж ночі вони були вбиті членами «сім'ї» Чарльза Менсона (Патрісія Кренвінкел, Сьюзен Аткінс та Чарльз «Текс» Вотсон). Їхні тіла знайшла наступного ранку економка Вініфред Чепмен. Поліція прибула на місце події і знайшла тіло випадкової жертви, вісімнадцятирічного Стівена Перента. Він був застрелений у власній автівці, коли вже збирався від'їжджати.
У будинку, на підлозі серед знівечених фруктів, поліція знайшла застреленого Джея Себрінга. На його обличчі та руках було помічено порізи від ножа. Джей отримав сім ножових поранень та одне вогнепальне. Його голова була покрита скривавленим рушником, шия перев'язана білою нейлоновою мотузкою. Друга мотузка була перекинута через балку на стелі. Її інший кінець був замотаний навколо шиї Тейт. На траві, біля будинку, лежало тіло Войтека Фріковскі; трохи далі — тіло Ебіґейл Фолджер. Вхідні двері відчинені. На нижній частині чимось схожим на кров написано слово англ. Pig (свиня). Тіла впізнавав агент Поланскі Вільям Теннант. На тілах усіх жертв, крім Перента, знайшли багато колото-різаних ран.
У звіті ко́ронера про розтин тіла Шерон Тейт було зазначено, що на ньому зафіксовано 16 ножових поранень, 5 із яких виявились смертельними. Незважаючи на те, що вона благала зберегти життя ненародженої дитини, Шерон безжалісно вбили.
Роману Поланскі повідомили про вбивства і він повернувся до Лос-Анджелесу. Поліція не могла з'ясувати мотиву убивств та розпитувала його про дружину і друзів. 13 серпня Шерон Тейт поховали в закритій труні на цвинтарі Святого Хреста, Калвер-Сіті (Каліфорнія) з плодом на руках. Хлопчика посмертно назвали Пол Річард Поланскі.
Мати Шерон, не бажаючи допустити умовно-дострокового звільнення вбивць (були засуджені до довічного ув'язнення), очолила суспільну кампанію проти «недоліків у виправній системі штату». Результатом її діяльності стало внесення поправок до кримінального права штату Каліфорнія. Згідно з цими поправками, потерпілі від злочинів та члени їхніх сімей мають право звертатись із «особливою заявою жертви про наслідки» під час оголошення судового вироку та під час проваджень про умовне звільнення засуджених від відповідальності. Доріс Тейт була першою особою, що скористалася цим правом, виступивши у судовому засіданні про умовно-дострокове звільнення Чарльза «Текса» Вотсона. Цими діями їй вдалось змінити пам'ять про Шерон, перетворивши її з жертви вбивства на символ прав усіх жертв злочинів.

## Ушанування пам'яті
Трагедії Шерон Тейт присвячений фільм Квентіна Тарантіно «Одного разу в… Голлівуді». Історія Шерон Тейт свого часу дуже вразила Квентіна Тарантіно, то ж у своєму фільмі він намагався уявити що було б, якби того сумнозвісного дня Шерон Тейт вижила б. Роль Шерон Тейт зіграла Марго Роббі.

## Фільмографія Шерон Тейт
| Рік       |   | Українська назва           | Оригінальна назва                     | Роль              |
| --------- | - | -------------------------- | ------------------------------------- | ----------------- |
| 1961      | ф | Варрава                    | Barabba                               |                   |
| 1962      | ф | Пригоди молодого Хемінгуея | Hemingway's Adventures of a Young Man | Королева бурлеску |
| 1963      | с | Містер Ед                  | Mister Ed                             | 2 епізоди         |
| 1963—1965 | с | Селюки з Беверлі-Гіллз     | The Beverly Hillbillies               | Джанет Треґо      |
| 1964      | ф | Американизація Емелі       | The Americanization of Emily          |                   |
| 1965      | с | Агенти U.N.C.L.E.          | The Man from U.N.C.L.E                | 1 епізод          |
| 1966      | ф | Око Диявола                | Eye of the Devil                      | Оділлія де Керей  |
| 1967      | ф | Бал вампірів               | The Fearless Vampire Killers          | Сара Шагал        |
| 1967      | ф | Не робіть хвиль            | Don't Make Waves                      | Малібу            |
| 1967      | ф | Долина ляльок              | Valley of the Dolls                   | Дженніфер Норт    |
| 1968      | ф | Команда винищувачів        | The Wrecking Crew                     | Фрея Карлсон      |
| 1969      | ф | 12+1                       | 12+1                                  | Пет               |